# Kathy Brown
Kathy Brown (1960) is een Amerikaanse zangeres. Ze is sinds 1993 een zangeres van house music en vrij bekend in het clubcircuit.

## Biografie
Katy is afkomstig uit South Carolina en begon met zingen in een gospelkoor. Katy debuteerde in 1993 op de plaat Can't Play Around van de bevriende producer David Shaw. Deze maakte als "Praxis" ook de plaat Turn me out (1994) met haar. Beide tracks verschenen op een groot aantal compilaties. Na wat rustigere jaren kwam ze in 1999 opnieuw onder de aandacht met Joy dat door David Morales werd geproduceerd. De jaren daarna werkte ze met meerdere andere producers waaronder meerdere malen met drum-and-bassproducer J Majik. Ook keerde ze vaak terug op producties van het label Defected Records. Begin 2005 voegde ze haar stem toe aan het instrumentale Strings of life, een nummer van Soul Central, waarmee ze een hit scoorden in de Nederlandse Top 40. Daarna maakte ze nog enkele hits in de Britse dancecharts. In 2010 wekte ze weer een keer samen met David Shaw op de singles Feel The Music en Love and Pain.

## Discografie

### Singles
| Single met eventuele hitnotering(en) in de Nederlandse Top 40 | Datum van verschijnen | Datum van binnenkomst | Hoogste positie | Aantal weken | Opmerkingen                                |
| ------------------------------------------------------------- | --------------------- | --------------------- | --------------- | ------------ | ------------------------------------------ |
| Strings of life (Stronger On My Own)                          |                       | 19-3-2005             | 39              | 2            | met Soul Central / Dancesmash op Radio 538 |